# Les Galactiques secrets
Les Galactiques secrets est un roman de science-fiction de A. E. van Vogt, publié aux États-Unis en 1974, puis en France en 1978.

## Résumé
Depuis des décennies, des peuples extraterrestres s'emparent discrètement et pacifiquement des leviers de commandes de la Terre en s'établissant comme 
humains. Pour inciter les forces d'invasion à se fondre dans la masse, seuls des mâles sont envoyés en mission, ce qui les oblige à se lier aux femmes.
Les plans extraterrestres de domination seront bouleversés par la population féminine, avec sa logique si difficile à comprendre pour les mâles, qu'ils soient Terriens ou non.

## Éditions
Liste non exhaustive.
- A. E. van Vogt, Les Galactiques secrets, Albin Michel, no 32, 1978, traduction de Annette Vincent, coll. Super-Fiction.  (ISBN 2-226-00574-9)